# Ka'apor

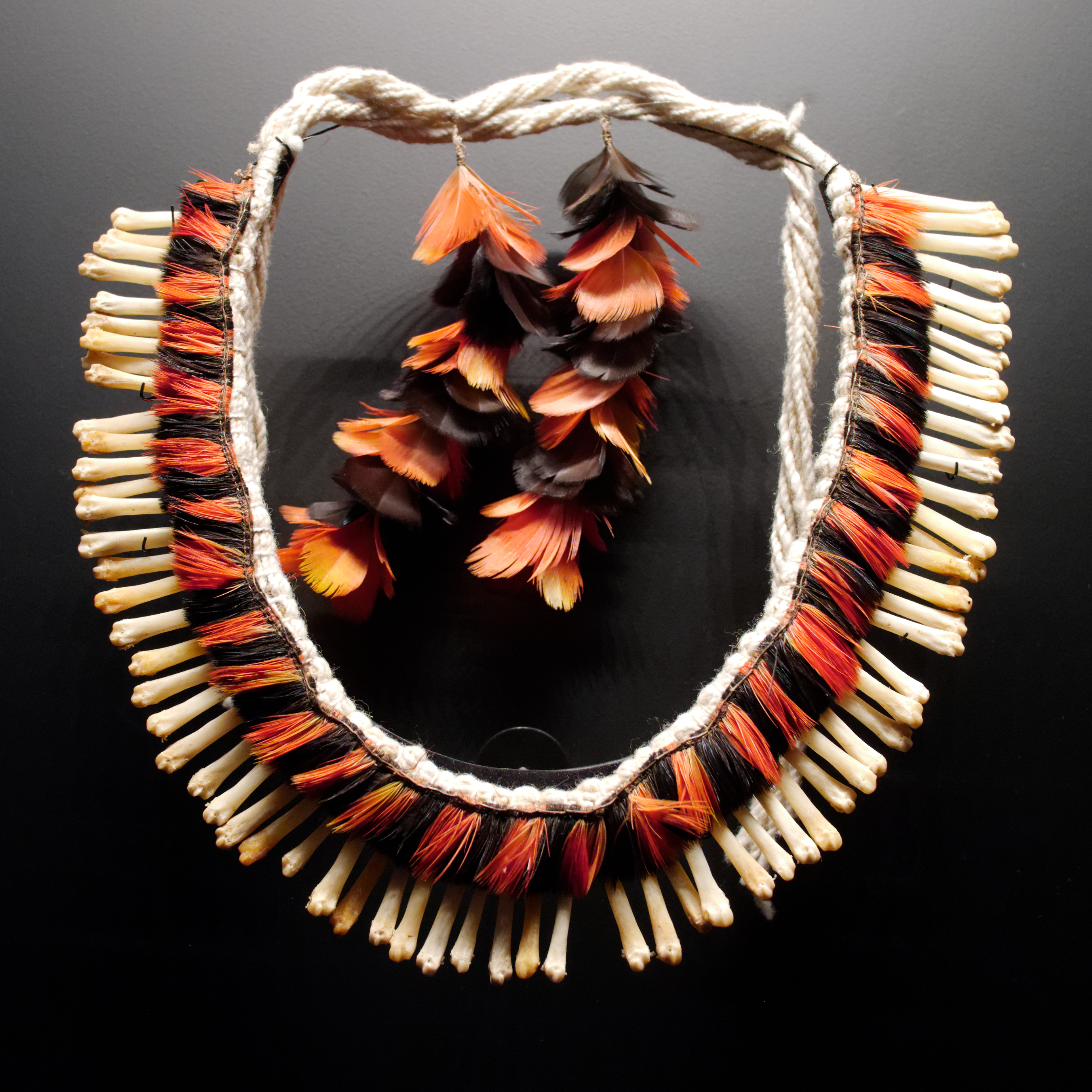
Collar ka'apor elaborado con plumas de paujil de Alagoas y guacamayas bandera y huesos de monos.

Los ka'apor son un pueblo indígena que habita en el norte del estado de Maranhão, Brasil,  entre los ríos Gurupí, Maracaçumé y Turiaçú. 
Hablan una lengua de la familia Tupí-Guaraní, relacionada con la de los wayãpi u oiampi, quienes actualmente viven en Amapá y Guayana Francesa. Los antepasados de los oiampise separaron de los ka'aparo hace unos 300 años, cuando empezaron a migrar desde Pará presionados por la colonización.

## Organización social
El hermano mayor de las hermanas casadas es el jefe del agrupamiento de hogares de sus hermanas. Dos o más de estos agrupamientos forman una aldea. El parentesco es del tipo dravidiano, preferencialmente el matrimonio ocurre entre primos cruzados y la residencia es uxorilocal.
Durante la Fiesta del Kauim se le da nombre a cada niño y niña dentro de la franja etaria del primer año, se realiza el ritual de iniciación de las muchachas y muchacho, se formalizan los matrimonios y los nuevos jefes toman posesión de sus cargos. El kauim es una bebida fermentada del jugo de anacardos, elaborado mediante un procedimiento que debe ser rigurosamente observado.

## Economía
Su subsistencia se basa en la agricultura itinerante. El principal producto de sus huertos es la yuca brava, de la cual extraen harina. Cultivan otras 50 especies, usadas unas como alimento, sazón, o medicamentos y otras para extraer fibras para elaborar objetos, materia prima para herramientas y armas. Además, cazan, pescan y recolectan frutos silvestres en la selva.

## Origen del mundo
Para los Ka'apor, en el principio todo era claridad, no había nada, sólo Maíra y una luz brillante. Maíra entonces hizo la tierra y los grandes ríos, y luego envió un mono aullador gigantesco para plantar los bosques. Hizo a Tapixi su hermano y lo envió al norte, mientras que Maíra se quedó en el sur. Hizo el bosque y cuando estuvo listo, Maíra hizo la primera mujer, de la que tuvo un hijo. Maíra empezó a hacer las personas de madera; a los Ka'apor los hizo del palo de arco. Hizo plantas y les preguntaba el nombre y lo decían. Su hijo lo hizo ir al cielo para quedar gobernando en la tierra e hizo los animales de caza, los peces, las quebradas y los igarapés.

## Chamanismo
Para predecir el futuro, hacer abundar la caza o curar enfermedades, los chamanes Ka'apor invocan a los antepasado y a una serie de deidades. Desde su perspectiva chamánica Kaapor, los Ijar son los dueños o amos que protegen ciertos ecosistemas e imponen límites a los comportamientos vinculados a la caza (ke'kar), la pesca (hiky) y la recolección (matyr) de productos vegetales forestales, dueños de animales, plantas, árboles y creadores defensores de determinados espacios del bosque. Muchos de los animales serían chamanes y todos tendrían sus respectivos dueños (Ijar).
En la cosmología Kaapor, los Tupiwar, que son animales chamán, plantas chamán y árboles chamán, son vistos como ayudantes, respondiendo al llamado musical del chamán. A través de ritos musicales, los Tupiwar siguen los caminos de la mediación, que llevan al chamána la presencia del Ijar. El alma del chamán abandona su cuerpo en un viaje y puede comprender si alguna regla de buena conducta hacia el bosque ha sido violada.
La mayoría de los Tupiwar están bajo el amparo de ciertos dueños, como el gavilán (yapukani), la Madre del agua o Boa Grande (yriwar, maju kunhã), Curupira (dueño de la selva), que generan y controlan ciertos nichos del bosque, del cual los Tupiwar son parte.
La música juega un papel esencial al permitir que los agentes no humanos respondan a las convocatorias hechas por los chamanes.